# Las Piedras, Tihuatlán
Las Piedras är en ort i Mexiko.   Den ligger i kommunen Tihuatlán och delstaten Veracruz, i den sydöstra delen av landet, 220 km nordost om huvudstaden Mexico City. Las Piedras ligger 85 meter över havet och antalet invånare är 116.
Terrängen runt Las Piedras är platt. Runt Las Piedras är det ganska tätbefolkat, med 179 invånare per kvadratkilometer. Närmaste större samhälle är Tihuatlan, 4,8 km väster om Las Piedras. Trakten runt Las Piedras består till största delen av jordbruksmark.